# Über Musik zu schreiben ist wie über Architektur zu tanzen
Über Musik zu schreiben ist wie über Architektur zu tanzen ist eine aus dem Englischen stammende Redewendung (im Original: „Writing about music is like dancing about architecture“). Sie spielt darauf an, dass es letztlich unmöglich ist, Musik mit Worten zu beschreiben. Teilweise wird damit auch jegliche Musikkritik abgelehnt.

## Urheberschaft
Die Redewendung wurde längere Zeit Frank Zappa zugeschrieben, der sich mehrfach abfällig über Musikkritiker äußerte. So sagte er 1977 in einem Interview für den Toronto Star: „Most rock journalism is people who can’t write interviewing people who can’t talk for people who can’t read.“ („Rock-Journalismus heißt meistens: Leute, die nicht schreiben können, interviewen Leute, die nicht sprechen können, für Leute, die nicht lesen können.“)
Andere meinten, der Ausspruch stamme von Elvis Costello, der das jedenfalls dementierte. Als weitere Urheber werden die Schauspieler und Komiker Steve Martin und Martin Mull genannt. 
Der Musikkritiker Alan P. Scott, der sich intensiv mit der Herkunft des Ausspruchs befasste, meint, dass Letzterer am ehesten infrage komme.

## Verbreitung
Der Ausspruch kursierte zunächst nur unter Insidern der Musikszene, erlangte jedoch größere Verbreitung durch den Episodenfilm Leben und lieben in L.A. (1998), in dem eine junge Frau namens Joan, gespielt von Angelina Jolie, ihn mehrfach verwendet.
Heute gilt er „das populärste Bonmot des Musikjournalismus“.